# Per Johansson (fotbollsspelare född 1989)
Per Johansson, född 6 april 1989 i Örebro, är en svensk fotbollsspelare (oftast vänsterback) som för närvarande spelar i BK Forward.
Var ordinarie i Karlslunds IF säsongen 2006 i Division 3. I januari 2007 skrev han på för tre år med Djurgården och lånades första säsongen ut till BK Forward i Division 1 Norra. Debuterade i Allsvenskan den 9 april 2008 med Djurgården i bortamötet med Gefle där han spelade hela matchen som vänsterback efter att ha valts före ordinarie Jan Tauer. Efter ont om speltid och små chanser till speltid lånades Johansson ut till Örebro SK i slutet av juli (efter omgång 16 i allsvenskan) för resten av säsongen. Efter säsongen 2008 värvades han av just Örebro SK.
Efter säsongen 2013 var det dags att skriva ett nytt kapitel på Pers fotbollskarriär. Per är en av grundarna till BK Simperon. Ett BK Simperon som i sin första säsong placerades i div 7 södra Örebro. Per hade inga problem att ställa om kroppen för spel på fotbollens bakgård utan med spelande sportchef Johansson i spetsen promenerade BK Simperon genom serien utan större problem. 
Säsong 2015 ska BK Simperon spela i division 6 och sportchefsarbetet är redan i fullgång.

## Meriter
- 7 Juniorlandskamper för Sverige.

## Seriematcher och mål
- 2011: 10 / 0
- 2010: 13 / 1
- 2009: 12 / 1
- 2008: 16 / 0, varav 4 / 0 i DIF och 13 / 0 i Örebro
- 2007: 20 / 4 (i Division 1 Norra)